# Berner Aargau

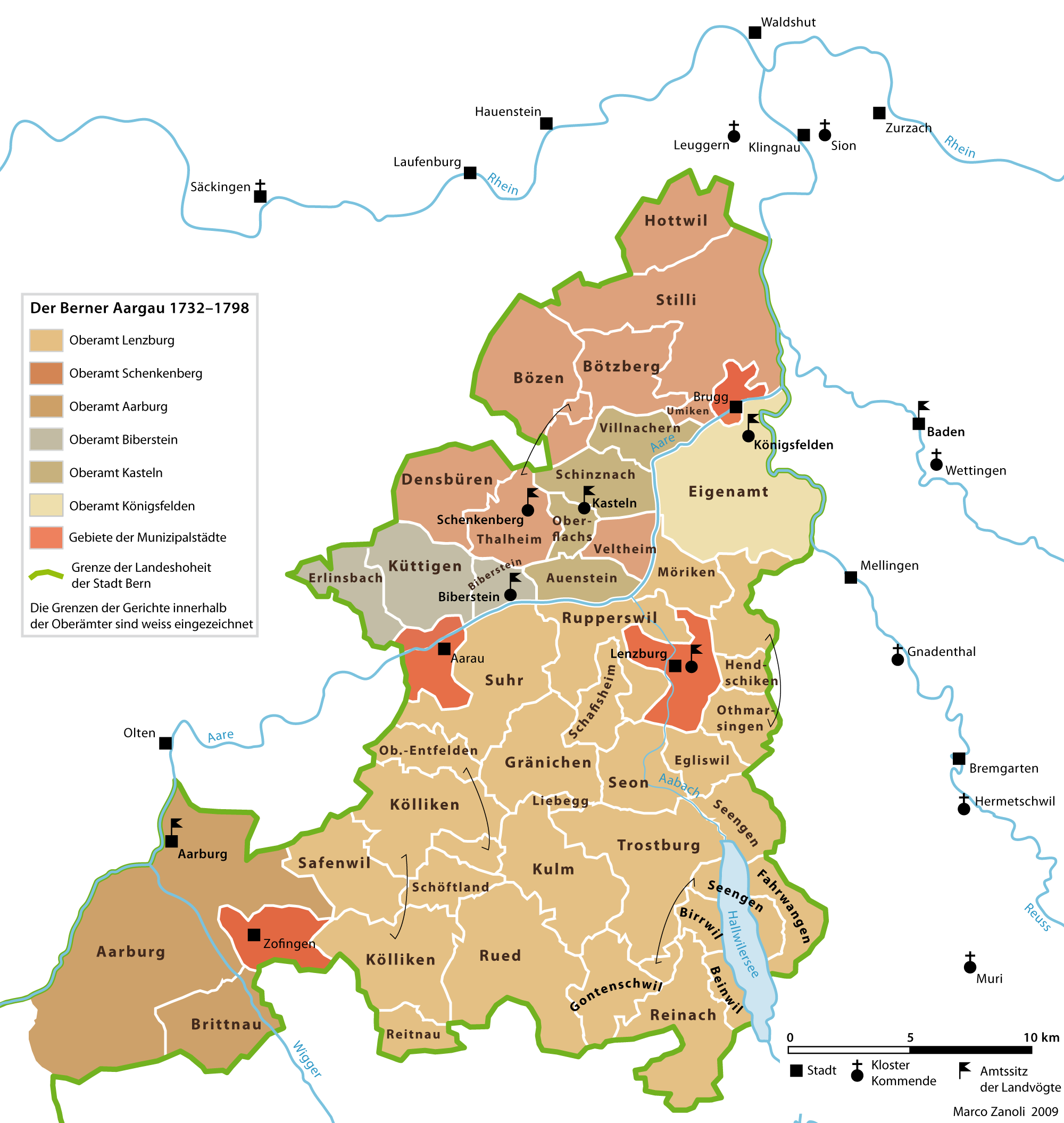
Karte der Oberämter im Berner Aargau 1732–1798

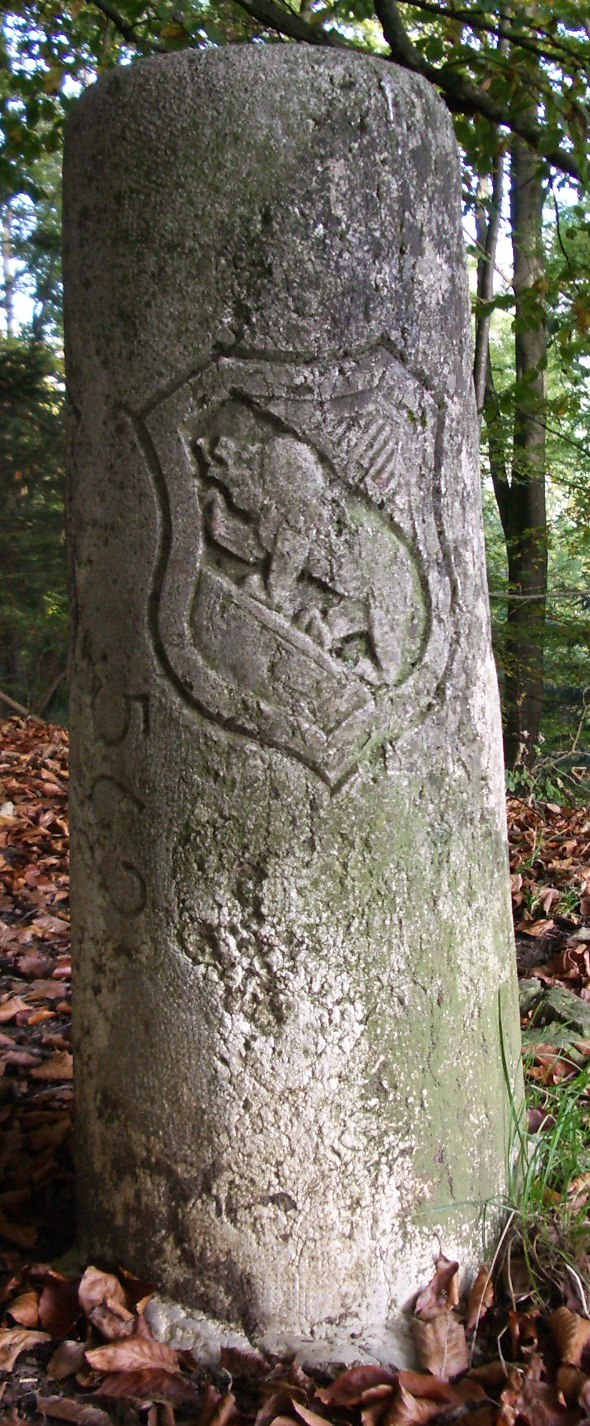
Grenzstein von 1768 mit dem Berner Wappen auf der Salhöhe

Als Berner Aargau bezeichnet man jene Gebiete im westlichen Teil des Schweizer Kantons Aargau, die von 1415 bis 1798 Untertanengebiet der Stadt und Republik Bern waren.

## Gebiet
Zum Berner Aargau gehören das Aaretal zwischen Aarau und dem Klingnauer Stausee, die Seitentäler des Aabachs, der Suhre, der Wigger und der Wyna sowie einige Gebiete im Jura. Das Gebiet umfasst im Wesentlichen die heutigen Bezirke Aarau, Brugg, Kulm, Lenzburg und Zofingen.

## Begriff
Der Begriff Berner Aargau ist nicht historischen Ursprungs und war zu keiner Zeit eine offizielle Gebietsbezeichnung. Im Sprachgebrauch der Stadt Bern hiessen diese Untertanengebiete ab 1628 Unteraargau. Oberaargau ist noch heute die Bezeichnung für die Gegend zwischen Langenthal und Burgdorf im Kanton Bern.

## Geschichte
1415 wurde der österreichische Herzog Friedrich IV. von Habsburg durch König Sigismund geächtet. Die Eidgenossen wurden aufgefordert, den Aargau den Habsburgern zu entreissen. Die Berner waren dabei am schnellsten und hatten schon die westliche Hälfte des habsburgischen Territoriums besetzt, ehe die anderen Orte überhaupt reagierten. Die östliche Hälfte wurde in die Gemeinen Herrschaften Grafschaft Baden und Freie Ämter sowie in das von Zürich allein kontrollierte Kelleramt aufgeteilt. Im Süden erhielt Luzern einige Ämter.
Die Berner brachten bis 1514 verschiedene kleinere Herrschaftsgebiete am Südrand des Juras in ihren Besitz, die vorher lokalen Adligen oder Klöstern gehört hatten. Dabei erlangten sie die Kontrolle über die strategisch wichtigen Pässe Benkerjoch, Bözberg, Staffelegg und Salhöhe an der Grenze zum Fricktal, das damals ein Teil Vorderösterreichs war.
Der Berner Aargau bestand aus sieben Landvogteien (Ämter genannt). Zu Beginn verwaltete der Landvogt von Aarburg das gesamte Gebiet. Erst später, als Bern die Rechte des Adels und des Klerus immer mehr zurückdrängte, kamen weitere Ämter hinzu: Lenzburg (1442), Schenkenberg (1460), Biberstein (1499), Zofingen (1528), Königsfelden (1528) und Kasteln (1732).
Die vier sogenannten Munizipalstädte Aarau, Brugg, Lenzburg und Zofingen durften die hohe Gerichtsbarkeit und damit eine gewisse Autonomie beibehalten. Der Landvogt und der Landschreiber waren jeweils Burger der Stadt Bern, die niederen Verwaltungsstellen konnten auch durch Einheimische besetzt werden. Auf Druck des Rates der Stadt Bern wurde 1528 in sämtlichen Untertanengebieten die Reformation eingeführt.
Die Wirtschaft des Berner Aargaus stützte sich zunächst fast vollständig auf die Landwirtschaft ab. Die neuen Landvogteien waren die Kornkammern der Stadt Bern. Ab dem späten 17. Jahrhundert förderte Bern aus wirtschaftlichen Gründen das Gewerbe und frühe Formen der Industrie. In der zweiten Hälfte des 18. Jahrhunderts war der Berner Aargau eine der am stärksten industrialisierten Gegenden der Eidgenossenschaft. Massgeblich am Aufschwung der Industrie beteiligt waren hugenottische Flüchtlinge aus Frankreich.
Nach der Eroberung der Schweiz durch die Franzosen im März 1798 wurde die Helvetische Republik ausgerufen. Aus dem bernischen Unteraargau wurde der Kanton Aargau geschaffen, aber ohne das Amt Aarburg, das vorerst bei Bern verblieb. Aarau war während fünf Monaten die erste Hauptstadt der Schweiz. Mit der 1803 von Napoléon Bonaparte unterzeichneten Mediationsakte wurde der Kanton erweitert: Aus dem Berner Aargau, dem Kanton Baden, dem Kanton Fricktal und dem Amt Aarburg entstand der Kanton Aargau in seiner heutigen Form.